# Vikens distrikt
Vikens distrikt är ett distrikt i Höganäs kommun och Skåne län. 
Distriktet ligger söder om Höganäs. 

## Tidigare administrativ tillhörighet
Distriktet inrättades 2016 och utgörs av en del av området som Höganäs stad omfattade till 1971, delen som före 1967 utgjorde Vikens socken.
Området motsvarar den omfattning Vikens församling hade 1999/2000.